# Seguí I
Seguí I o Siguí I de Bordeus (en llatí Sigiwinus o Sigiminus o Siguvinus o Siguinus; en francès Séguin, Siguin, Sigiwin, Sigwin o Sigoin, apareix sovint com a Ximin, però aquesta identificació és dubtosa) fou comte de Bordeus i en algun moment duc de Gascunya. Els seus ancestres són desconeguts i se li han atribuït com a pares Llop II de Gascunya o Cèntul, però no hi ha cap prova en aquest sentit.
Hauria estat nomenat per Carlemany vers 778/781, però no es pot determinar si era un noble franc o bascoaquità. Els Annals d'Einhard narren que els vascons es van rebel·lar contra ducem suum Sigiwinum («el seu duc Siguí») el 816, però no és clar com i quan va ocupar aquest càrrec, ni on exercia autoritat. La crònica de Sant Andreu de Bordeus esmenta que l'emperador Lluís el Pietós va expulsar a Sihiminum comitem, que va escapar cap al sud dels Pirineus, on després va causar molts problemes a les forces imperials («ubi postea multa turbationes contra gentes Imperatoris fecit»). Es podria haver revoltat i agafat el títol el 812, fins a la repressió de la revolta vers el 816, o pel contrari hauria estat nomenat duc vers el 816, els vascons s'hi haurien oposat tot seguit i Llop III Centul hauria agafat finalment el títol.
No se sap quan va morir, però seria abans del 817, quan Llop III Centul va prendre el títol. A Bordeus l'hauria succeït el franc Garachar.
Se suposa que Seguí I va tenir un fill, Seguí II, que fou nomenat més tard comte de Bordeus i de Saintes, després del 819, per Pipí I d'Aquitània.

## Nota
1. ↑  Si el nom deriva del franc, voldria dir «amic de la victòria», de sig -en alemany modern sieg-, «victòria», i win, «amic»; si deriva del basc el nom original seria Sihiminum, derivat del basc Seme, «fill», o Seni, «noi», nom que apareix com Scimin, Skimin, Scemenus, Semen, Semeno, Xemen i Ximen, i que hauria donat lloc al nom castellà Ximeno o Jimeno i al català Ximin; però Semen i derivats i Seguin i derivats no són el mateix nom, si bé els dos apareixen a les fonts. [cal citació]